# Leptochiton binghami
Leptochiton binghami is een keverslakkensoort uit de familie van de Leptochitonidae. De wetenschappelijke naam van de soort is voor het eerst geldig gepubliceerd in 1928 door Boone.